# IAAF Hall of Fame
La IAAF Hall of Fame è la hall of fame della World Athletics (in precedenza denominata International Association of Athletics Federations), la federazione internazionale di atletica leggera.
La creazione della IAAF Hall of Fame è stata annunciata l'8 marzo 2012, con l'introduzione dei primi 12 atleti; altri 12 atleti sono stati introdotti il 17 luglio dello stesso anno, in occasione del centenario della IAAF.

## Criteri d'inclusione
I criteri d'inclusione nella prima ristretta élite (solo ventiquattro atleti), molto selettivi, sono stati i seguenti:
- gli atleti devono aver vinto due medaglie d'oro ai Giochi olimpici oppure ai campionati del mondo di atletica leggera, ma con almeno un record mondiale stabilito in una delle due circostanze;[1]
- gli atleti devono essersi ritirati almeno dieci anni prima della compilazione della IAAF Hall of Fame.[1]

## Membri
Di seguito l'elenco degli atleti che fanno parte della Hall of Fame; tra parentesi è indicato l'anno d'introduzione:

### Uomini
- Abebe Bikila (2012)
- Valerij Brumel' (2014)
- Serhij Bubka (2012)
- Sebastian Coe (2012)
- Adhemar da Silva (2012)
- Glenn Davis (2014)
- Harrison Dillard (2013)
- Hicham El Guerrouj (2014)
- Vladimir Golubničij (2012)
- Michael Johnson (2012)
- Alberto Juantorena (2012)
- Kipchoge Keino (2012)
- Hannes Kolehmainen (2013)
- Robert Korzeniowski (2014)
- Carl Lewis (2012)
- Jānis Lūsis (2014)
- Bob Mathias (2014)
- Noureddine Morceli (2013)
- Edwin Moses (2012)
- Paavo Nurmi (2012)
- Dan O'Brien (2012)
- Parry O'Brien (2013)
- Jesse Owens (2012)
- Viktor Saneev (2013)
- Jurij Sedych (2013)
- Peter Snell (2012)
- Daley Thompson (2013)
- Lasse Virén (2014)
- Cornelius Warmerdam (2014)
- Emil Zátopek (2012)

### Donne
- Iolanda Balaș (2012)
- Fanny Blankers-Koen (2012)
- Betty Cuthbert (2012)
- Babe Didrikson-Zaharias (2012)
- Heike Drechsler (2014)
- Marjorie Jackson (2013)
- Jackie Joyner-Kersee (2012)
- Wang Junxia (2012)
- Marita Koch (2014)
- Stefka Kostadinova (2012)
- Natal'ja Lisovskaja (2013)
- Svetlana Masterkova (2013)
- Marie-José Pérec (2013)
- Wilma Rudolph (2014)
- Shirley Strickland (2014)
- Irena Szewińska (2012)
- Grete Waitz (2013)